# Gala do Futebol
A Gala do Futebol - em sueco Fotbollsgalan – é uma festividade dedicada aos jogadores e líderes do futebol sueco.
Tem lugar anualmente na Suécia em meados de novembro, quando a temporada futebolística está praticamente no fim.
É organizada desde 1995, e nela são distribuídos vários prémios, entre os quais a Diamantbollen (Bola Diamante) e a Guldbollen (Bola de Ouro).

## Prémios
Os dois principais prémios são a Bola de Ouro – Guldbollen – atribuída ao melhor jogador do ano, e a Bola Diamante – Diamantbollen – para a melhor jogadora do ano.

Outros galardões de destaque são o Avançado do Ano - Årets anfallare – e o Novato do ano - Årets nykomling, nas versões masculinas e femininas.

## Ligações exteriores
- Fotbollsgalan